# Lovertje

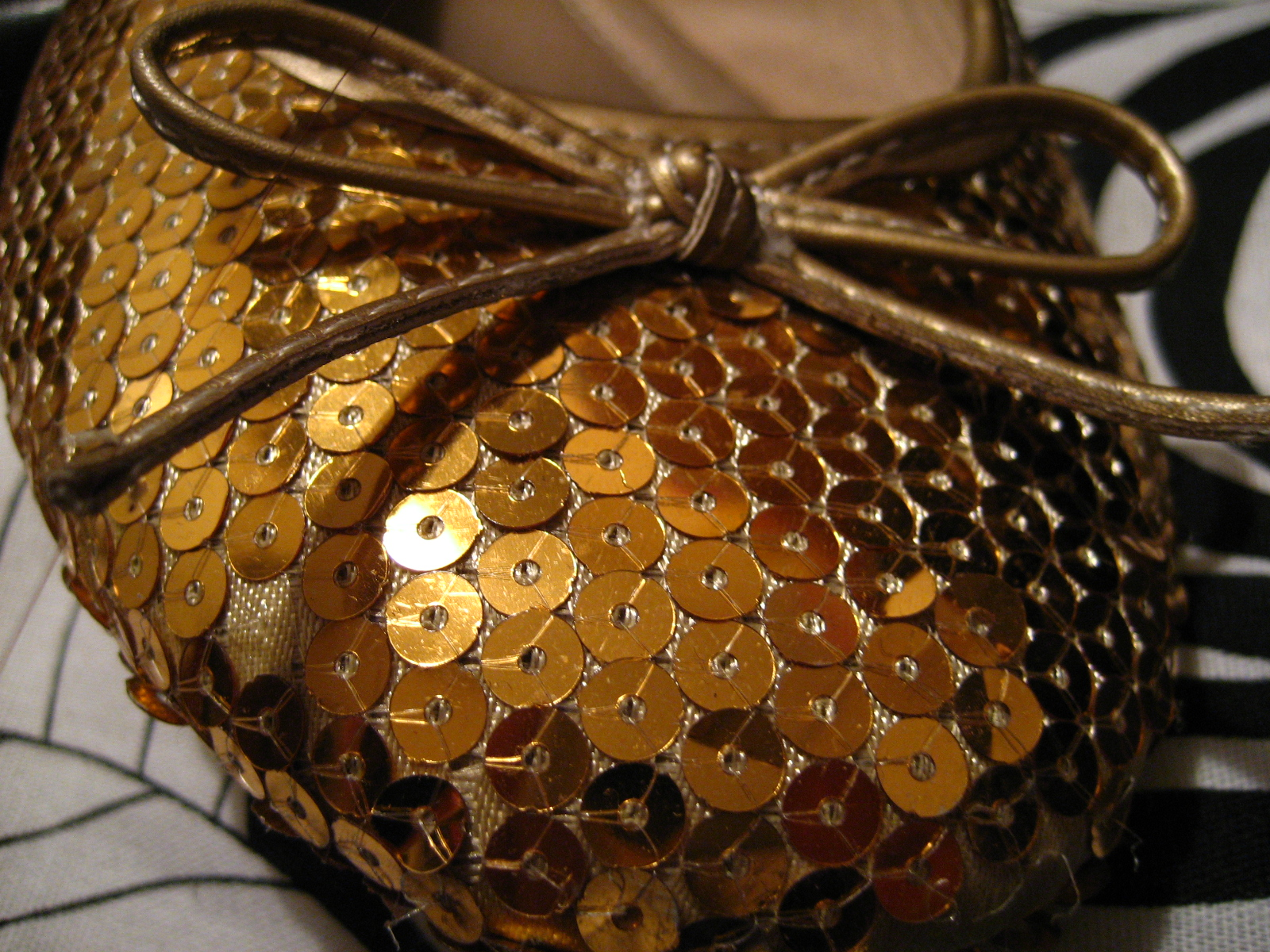
Goudkleurige lovertjes op een ballerina.

Een lovertje of paillette is een schijfvormige versiering op kledingstukken. Tegenwoordig worden pailletten vooral gemaakt van plastic, maar in het verleden bestonden de lovertjes uit een dun blaadje parelmoer, zilver of klatergoud. Ook kunnen kleine knopen, schelpen, spiegels en munten gebruikt worden als lovertjes.
Pailletten zijn te koop in vele kleuren en vormen. Ze vinden hun toepassing op kleding, tassen, schoenen en vele andere accessoires.

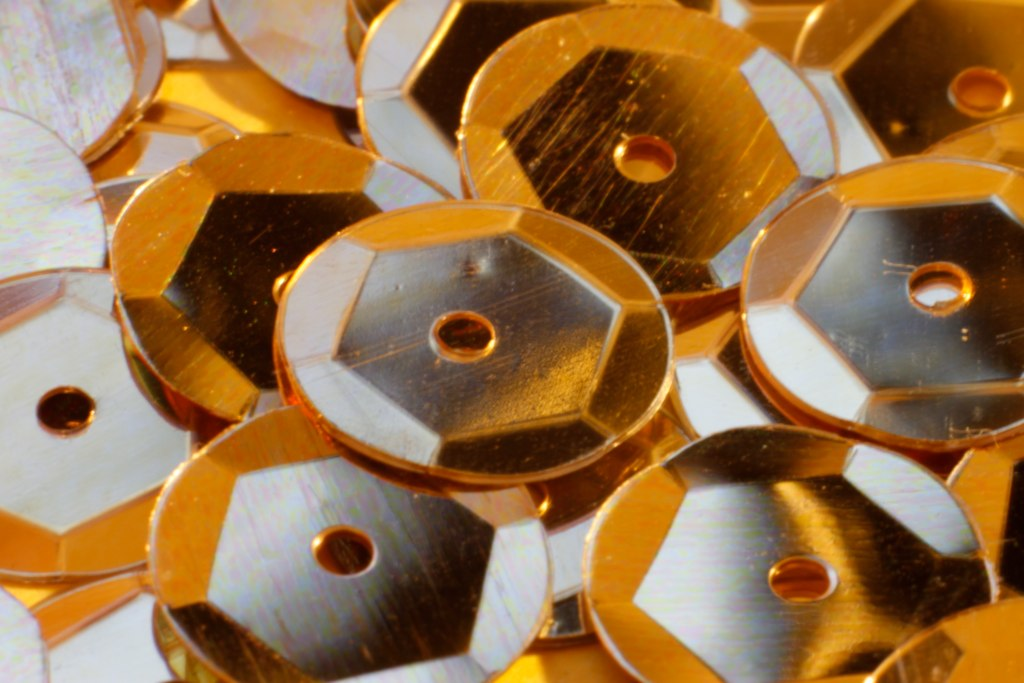
Pailletten met facetten

Pailletten hebben een gaatje in het midden, maar er zijn ook ronde versieringen die een gaatje hebben aan één kant. Deze kunnen zodanig worden aangebracht dat ze makkelijk kunnen bewegen, waardoor het glitterende effect sterker wordt. Om dezelfde reden zijn sommige pailletten uitgevoerd met facetten.

## Geschiedenis
Er bestaan aanwijzingen dat gouden pailletten al in 2500 voor Chr. gebruikt werden voor de decoratie van kleding en andere voorwerpen in de Indusvallei.

## Toepassingen
Er zijn talloze toepassingen van pailletten:
- Kleine pailletten worden toegepast in wol, zodat ze bij het breien in het kledingstuk verschijnen.
- Er is kant en klare stof in de handel met opgeplakte pailletten.
- Pailletten worden ook verkocht op band, zodat ze makkelijk in stroken aan te brengen zijn.
- In de jaren 70 van de twintigste eeuw is er een rage geweest om voorwerpen van piepschuim te bekleden met pailletten door middel van spelden.